# Nanoscale Research Letters
Nanoscale Research Letters (abrégé en Nanoscale Res. Lett. ou NRL) est une revue scientifique mensuelle à comité de lecture qui publie des articles en libre accès de recherche dans le domaine des nanotechnologies.
D'après le Journal Citation Reports, le facteur d'impact de ce journal était de 2,726 en 2011. Actuellement, la direction de publication est composée d'un panel d'expert internationaux.